# Slabce
Slabce är en köping i Tjeckien.   Den ligger i regionen Mellersta Böhmen, i den västra delen av landet, 50 km väster om huvudstaden Prag. Slabce ligger 418 meter över havet och antalet invånare är 721.
Terrängen runt Slabce är platt åt nordväst, men åt sydost är den kuperad. Terrängen runt Slabce sluttar söderut. Runt Slabce är det mycket glesbefolkat, med 6 invånare per kvadratkilometer. Närmaste större samhälle är Rakovník, 11,6 km norr om Slabce. Omgivningarna runt Slabce är en mosaik av jordbruksmark och naturlig växtlighet.